# نادي القادسية للسيدات
نادي القادسية للسيدات (نادي المتحد سابقاً) هو نادي كرة قدم نسائي سعودي يلعب في الدوري السعودي الممتاز للسيدات.